# 三國志 (パチスロ)
三國志(さんごくし)はIGTが2007年に発売した5号機のパチスロ機。コンピュータゲーム『三國志X』（コーエー）とのタイアップ機。

## 概要
- ボーナスゲームは払い出し枚数の異なる赤（橙）7揃い（400枚以上の払い出しで終了）、緑7揃い（260枚以上の払い出しで終了）、緑7・緑7・黒（100枚以上の払い出しで終了）の3種類がある。
- ボーナスは小役との重複抽選がメイン。チェリー、ベル、特殊リプレイに重複抽選の設定があり、チェリー以外に設定間較差が設けられている。
- ボーナス後（設定変更時、チャンスゾーン間777G消化でも）には決戦ラッシュへのチャンスゾーンに入る。ボーナス終了後にゾーンに滞在している時は液晶画面内に「好機」の表示がされる（設定変更・チャンスゾーン間777G消化のチャンスゾーン時は通常時と同じ「？」の表示）。特殊リプレイ（右リールにプラム付きのリプレイ）が揃う前にチェリーを引けば（取りこぼし（チャンス目が出現し）ても）決戦ラッシュに突入する。
- 決戦ラッシュは50ゲームの完走型RT（リプレイが成立していないゲームでボーナスをそろえなければ完走できる）。45ゲームの「決戦チャンスゾーン」と5ゲームの「決戦ゾーン」に分けられる。45ゲームの中で武将が兵を引き連れて集結する。集まった武将によって決戦で勝利をする信頼度が変動する（特に「親子集結」「義兄弟集結」などに期待できる）。決戦で敗れても再びチャンスゾーンに入り、特殊リプレイを引くまでチャンスゾーンは継続する。決戦ラッシュ中はコインが微増する。
- 決戦ラッシュはチェリーの成立によってのみ入るため、チャンスゾーンで決戦ラッシュに入らずに連続演出に入った場合はボーナス当選の期待が高まる。
- チェリーはボーナスとの重複抽選のメイン役である（出現率を加味した場合）。また、重複抽選の可能性がある場合は2種類のチェリーは単独フラグである。重複当選の可能性があるチェリーの場合のみ中段に止めることが出来る。
- 通常時はゲームと同様に様々なキャラクターを絡めた演出が行われる。メイン小役であるプラムの出現率に設定間較差が設けられているため、高設定ほどコイン持ちが良い。